# Nayef Aguerd
Nayef Aguerd (en árabe: نايف أغرد‎; Kenitra, 30 de marzo de 1996) es un futbolista marroquí que juega en la demarcación de defensa para el West Ham United F. C. de la Premier League.

## Selección nacional
Tras jugar con la selección de fútbol sub-20 de Marruecos, finalmente el 31 de agosto de 2016 hizo su debut con la selección absoluta en un encuentro amistoso contra Albania que finalizó con un resultado de empate a cero. Además jugó cuatro partidos del Campeonato Africano de Naciones de 2018.

### Participaciones en Copas del Mundo
| Mundial      | Sede  | Resultado     | Partidos | Goles |
| ------------ | ----- | ------------- | -------- | ----- |
| Mundial 2022 | Catar | Cuarto puesto | 4        | 0     |

## Estadísticas

### Clubes
Actualizado al último partido disputado el 4 de mayo de 2025.
| Club                             | Div.          | Temporada     | Liga  | Liga  | Copas nacionales | Copas nacionales | Copas internacionales | Copas internacionales | Total | Total |
| Club                             | Div.          | Temporada     | Part. | Goles | Part.            | Goles            | Part.                 | Goles                 | Part. | Goles |
| -------------------------------- | ------------- | ------------- | ----- | ----- | ---------------- | ---------------- | --------------------- | --------------------- | ----- | ----- |
| FUS de Rabat Marruecos           | 1.ª           | 2014-15       | 12    | 1     | 0                | 0                | ―                     | ―                     | 12    | 1     |
| FUS de Rabat Marruecos           | 1.ª           | 2015-16       | 21    | 2     | 6                | 0                | 1                     | 0                     | 28    | 2     |
| FUS de Rabat Marruecos           | 1.ª           | 2016-17       | 24    | 2     | 2                | 1                | 13                    | 1                     | 35    | 3     |
| FUS de Rabat Marruecos           | 1.ª           | 2017-18       | 23    | 0     | 1                | 0                | 4                     | 0                     | 28    | 0     |
| FUS de Rabat Marruecos           | Total club    | Total club    | 80    | 5     | 9                | 1                | 18                    | 1                     | 107   | 7     |
| Dijon F. C. O. Francia           | 1.ª           | 2018-19       | 13    | 3     | 4                | 0                | ―                     | ―                     | 17    | 3     |
| Dijon F. C. O. Francia           | 1.ª           | 2019-20       | 11    | 1     | 0                | 0                | ―                     | ―                     | 11    | 1     |
| Dijon F. C. O. Francia           | Total club    | Total club    | 24    | 4     | 4                | 0                | 0                     | 0                     | 28    | 4     |
| Stade Rennes F. C. Francia       | 1.ª           | 2020-21       | 35    | 3     | 1                | 0                | 4                     | 0                     | 40    | 3     |
| Stade Rennes F. C. Francia       | 1.ª           | 2021-22       | 31    | 2     | 0                | 0                | 9                     | 2                     | 40    | 4     |
| Stade Rennes F. C. Francia       | Total club    | Total club    | 66    | 5     | 1                | 0                | 13                    | 2                     | 80    | 7     |
| West Ham United F. C. Inglaterra | 1.ª           | 2022-23       | 18    | 2     | 4                | 0                | 8                     | 0                     | 30    | 2     |
| West Ham United F. C. Inglaterra | 1.ª           | 2023-24       | 21    | 1     | 1                | 0                | 6                     | 1                     | 28    | 2     |
| West Ham United F. C. Inglaterra | Total club    | Total club    | 39    | 3     | 5                | 0                | 14                    | 1                     | 58    | 4     |
| Real Sociedad · España           | 1.ª           | 2024-25       | 21    | 0     | 4                | 0                | 11                    | 0                     | 36    | 0     |
| Real Sociedad · España           | Total club    | Total club    | 21    | 0     | 4                | 0                | 11                    | 0                     | 36    | 0     |
| Total carrera                    | Total carrera | Total carrera | 230   | 17    | 23               | 1                | 56                    | 4                     | 309   | 22    |

## Palmarés

### Títulos nacionales
| Título                      | Club         | País      | Año  |
| --------------------------- | ------------ | --------- | ---- |
| Copa del Trono              | FUS de Rabat | Marruecos | 2014 |
| Liga de Fútbol de Marruecos | FUS de Rabat | Marruecos | 2016 |

### Títulos internacionales
| Título                             | Club                  | Sede      | Año  |
| ---------------------------------- | --------------------- | --------- | ---- |
| Campeonato Africano de Naciones    | Marruecos             | Marruecos | 2018 |
| Liga Europa Conferencia de la UEFA | West Ham United F. C. | Praga     | 2023 |